# Vanikoro
Vanikoro oder Vanikolo ist eine Insel in der Temotu-Provinz der Salomon-Inseln (SW-Pazifik) und wird als Teil der Santa-Cruz-Inseln angesehen. Die lokale Bezeichnung lautet Banie. Benachbarte Inseln sind Utupua (etwa 40 km nordwestlich von Vanikoro) und die kleine Insel Tikopia (ca. 210 km südöstlich).

## Geographie
Die Inseln (es handelt sich tatsächlich um zwei größere Inseln, von denen Banie die weitaus größere ist, sowie zwei kleinere Inseln) liegen etwa bei 11,6° südlicher Breite und 167° östlicher Länge und umfassen eine Fläche von 173 km². In unmittelbarer Nähe der Hauptinsel Banie (gut 150 km²) befindet sich die ebenfalls bewohnte Insel Teanu (gut 20 km²), sowie die kleineren Inseln Manieve und Nanunga. Mit Ausnahme der Koralleninsel Nanunga, die auf dem nördlichen Saumriff liegt, sind die Inseln vulkanischen Ursprungs. Korallenriffe umgeben atollgleich die Inseln, die überwiegend dicht bewaldet sind. Die höchste Erhebung stellt der Mt. Banie mit etwa 923 m dar. Einen Einblick in die Morphologie gibt das Foto in der Infobox.

## Geologie
Vanikoro und die umgebenden Inseln wurden vermutlich während des Pliozäns und Pleistozäns durch Vulkanismus gebildet. Es wurden überwiegend Basalte gefördert. Eine genauere Altersangabe für die Vulkanite existiert nicht. Ursache für den Vulkanismus in diesem Gebiet ist die Subduktion der Indisch-Australischen unter die pazifische Platte. Die Insel ist inzwischen vulkanisch inaktiv und weiträumig erodiert. Dennoch sind einige Kraterstrukturen erkennbar, so z. B. am Mt. Banie auf der gleichnamigen Insel und am Mt. Tangalo auf Teanu. Die Insel Manieve im Zentrum der Inselgruppe stellt vermutlich eine Schlotfüllung des Vulkans dar.

## Bevölkerung
Die Inseln sind mit einer Bevölkerung von 900 (davon 700 auf Banie und der Rest auf Tevai) dünn besiedelt. Die insgesamt sieben Dörfer liegen alle an der Küste (sechs auf Banie, davon drei polynesische mit dem polynesische Hauptdorf Peu, mit jeweils rund 100 Einwohnern, sowie der Hauptort Puma, das einzige Dorf auf Tevai, mit 200 Einwohnern). Das bergige und bewaldete Inselinnere ist unbewohnt. Die Melanesier stellen mit einer Zahl von 600 die Bevölkerungsmehrheit. An der Südostküste gibt es auch drei polynesische Dörfer. Der Südostteil der Insel ist eine Polynesische Exklave. Auf Grund der Abgeschiedenheit der Inseln sind die Bewohner hauptsächlich auf Fischfang und Landwirtschaft zum Nahrungserwerb angewiesen. Kontakt zu anderen Inseln besteht nur unregelmäßig über Versorgungsschiffe von Honiara aus, da Vanikoro weder über eine Landepiste, noch einen ausgebauten Hafen verfügt.

## Geschichte
Die Insel ist traditionell melanesisch. Die Polynesier sind in den letzten Jahrhunderten von Tikopia nach Vanikoro gekommen. Sie siedelten vorübergehend auch auf Teanu im Nordosten, leben gegenwärtig jedoch in Peu und zwei weiteren Dörfern im Süden der Hauptinsel Banie.
Die Insel Vanikoro wurde während des 18. und 19. Jahrhunderts bekannt, als nach Überlebenden der La-Pérouse-Expedition gesucht wurde. Die beiden französischen Schiffe l'Astrolabe und La Boussole unter dem Kommando von Jean-François de La Pérouse strandeten 1788 an der Küste von Vanikoro. Es wurden von nachfolgenden Expeditionen (u. a. Jules Dumont d’Urville, 1828) keine Überlebenden gefunden. Der Untergang der l'Astrolabe wird auf einer Briefmarke der Salomonen dargestellt. Jules Verne erwähnt Vanikoro und die La-Pérouse-Expedition in seinem Roman 20.000 Meilen unter dem Meer. Jack London beschreibt in seinem Roman Jerry, der Insulaner einen Inselhäuptling der Salomonen, der den abgeschlagenen und nach Südseeart präparierten Kopf einiger der Expeditionsmitglieder besitzt und darüber Betrachtungen über den Tod anstellt.

## Bildergalerie

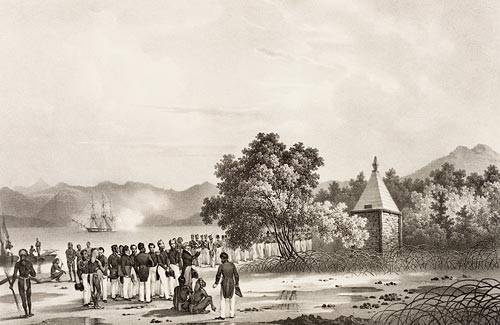
Dumont d’Urville nach der Errichtung des Pérouse-Denkmals (ca. 1829)
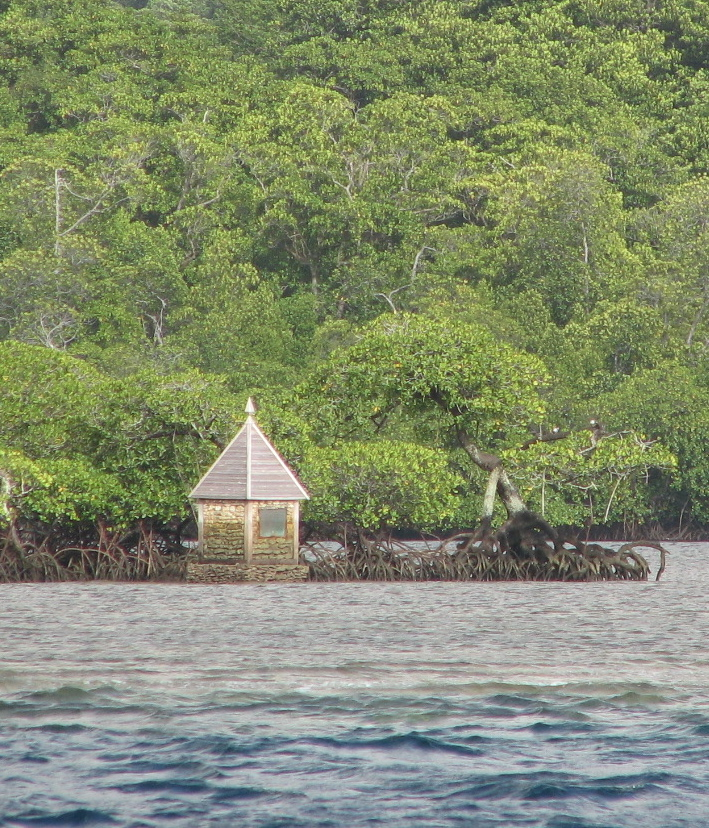
Das La-Pérouse-Denkmal in der Manieve-Bucht heute
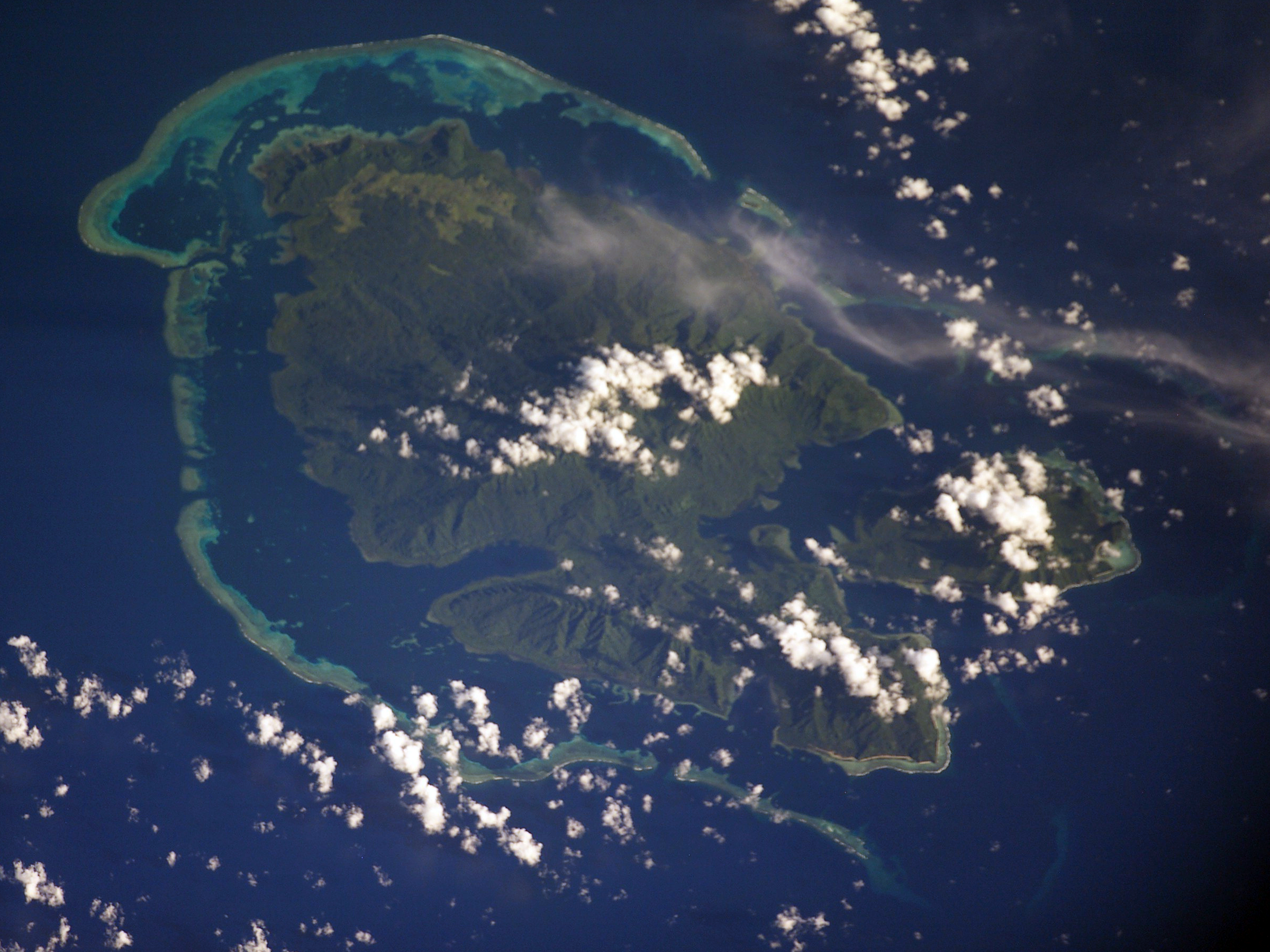
NASA-Bild von Vanikoro